# Liste der Bodendenkmale in Kalbe (Milde)
In der Liste der Bodendenkmale in Kalbe (Milde) sind alle Bodendenkmale der Gemeinde Kalbe (Milde) und ihrer Ortsteile aufgelistet. Grundlage ist die Auflistung von Johannes Schneider aus dem Jahr 1986. Die Baudenkmale sind in der Liste der Kulturdenkmale in Kalbe (Milde) aufgeführt.
| Denkmal-ID | Fundart             | Ortsteil      | Bezeichnung                   | Zeitstellung        | Lage                                                | Bemerkungen                                                     | Bild |
| ---------- | ------------------- | ------------- | ----------------------------- | ------------------- | --------------------------------------------------- | --------------------------------------------------------------- | ---- |
| ?          |                     | Kalbe (Milde) | Mesolithische Siedlungsstelle | Mesolithikum        | Südlich des Orts ()                                 |                                                                 |      |
| ?          | Befestigung > Burg  | Kalbe (Milde) | Wasserburg (Ruine)            |                     | Am Nordausgang des Orts (Lage)                      |                                                                 |      |
| ?          | Befestigung > Burg  | Kalbe (Milde) | Burgwall                      |                     | 2,5 km nordöstlich des Orts (Lage)                  | kreisrunde Untergundstrukturen im Boden erkennbar (Ackerfläche) |      |
| ?          | Befestigung > Burg  | Mehrin        | Ehemalige Wasserburg          |                     | Nordteil des Orts (Lage)                            |                                                                 |      |
| ?          | Grabmal > Grabhügel | Thüritz       | Hügelgräber (mindestens vier) |                     | Im Wald ()                                          | Grabung 1920er Jahre                                            |      |
| ?          | Befestigung         | Vienau        | Wallanlage                    |                     | nordwestlich des Ortes, im Wald (Lage)              |                                                                 |      |
| ?          | Grabmal > Grabhügel | Zethlingen    | Urnengräberfeld               | Römische Kaiserzeit | „Windmühlenberg“, westlich des Orts ()              |                                                                 |      |
| ?          | Befestigung > Burg  | Zethlingen    | Burgwall                      |                     | westlich an der Untermilde, östlich der B 71 (Lage) |                                                                 |      |
| ?          | Befestigung         | Zethlingen    | Damm                          |                     | nordöstlich am Dorfgraben (Lage)                    | Damm eines Fischteiches, Grafenteich                            |      |